# Стубно (гмина)
Стубно ( Stubno) — сельская гмина (волость) в Польше, входит как административная единица в Перемышльский повет, Подкарпатское воеводство. Население — 4055 человек (на 2004 год).

## Демография
| Перепись                       | Всего   | Всего | Женщины | Женщины | Мужчины | Мужчины |
| ------------------------------ | ------- | ----- | ------- | ------- | ------- | ------- |
| Единицы                        | человек | %     | человек | %       | человек | %       |
| Население                      | 4055    | 100   | 2024    | 49,9    | 2031    | 50,1    |
| Плотность населения (чел./км²) | 45,5    | 45,5  | 22,7    | 22,7    | 22,8    | 22,8    |

## Поселения
1. Халупки-Дусовске
2. Черемошня
3. Генся-Воля
4. Колёня-Стубно
5. Ковалики
6. Новоставы
7. Погожелец
8. Пшигон
9. Загробле
10. Закосцеле

## Соседние гмины
1. Гмина Медыка
2. Гмина Орлы
3. Гмина Радымно
4. Гмина Журавица